# Walentin Winogradow
Walentin Wasiljewicz Winogradow (ros. Валентин Васильевич Виноградов, ur. 7 marca?/20 marca 1906 w Kuszwie, zm. 5 sierpnia 1980 w Leningradzie) − funkcjonariusz radzieckich służb specjalnych, generał porucznik.

## Życiorys
Początkowo pracował w gospodarstwie rolnym, był sekretarzem gminnego komitetu Komsomołu.
Od 28 października 1928 służył w Armii Czerwonej, od kwietnia 1929 członek WKP(b). Od 25 października 1932 do 7 stycznia 1934 politruk szkoły pułkowej 52 pułku 18 Dywizji Piechoty Moskiewskiego Okręgu Wojskowego, od 7 stycznia 1934 do 15 kwietnia 1935 instruktor Wydziału Politycznego 18 Dywizji Piechoty Moskiewskiego Okręgu Wojskowego, od lipca 1935 do stycznia 1938 słuchacz Wojskowej Akademii Politycznej im. Lenina.
Od 28 marca 1939 do marca 1941 szef Oddziału Specjalnego NKWD Floty Oceanu Spokojnego, od 31 marca 1939 major bezpieczeństwa państwowego, od marca 1941 do lutego 1942 szef Wydziału 3 Floty Oceanu Spokojnego, 12 marca 1941 mianowany komisarzem brygadowym, od lutego 1942 do 10 lipca 1943 szef Oddziału Specjalnego NKWD/Wydziału Kontrwywiadu Smiersz Floty Pacyficznej, 28 września 1942 awansowany na starszego majora bezpieczeństwa państwowego, a 14 lutego 1943 komisarza bezpieczeństwa państwowego. Od 10 lipca 1943 do 4 kwietnia 1945 szef Wydziału Kontrwywiadu Smiersz Floty Bałtyckiej, 24 lutego 1943 mianowany generałem majorem, od 4 kwietnia 1945 do 12 listopada 1946 szef Wydziału Kontrwywiadu Smiersz Floty Czarnomorskiej. 
Od grudnia 1950 do kwietnia 1952 studiował w Wyższej Akademii Wojskowej im. K. Woroszyłowa, od 8 maja 1952 do 19 listopada 1956 był członkiem Rady Wojskowej Floty Północnej, 31 maja 1954 awansowany na generała porucznika, od stycznia 1957 na emeryturze.

## Odznaczenia
- Order Lenina
- Order Czerwonego Sztandaru (trzykrotnie, w tym 29 stycznia 1944, 24 maja 1945)
- Order Czerwonej Gwiazdy (dwukrotnie - 31 maja 1943 i 3 listopada 1944)
- Odznaka "Zasłużony Funkcjonariusz NKWD" (19 grudnia 1942)

I 12 medali.